# Ole Dyrstad
Ole Harald Dyrstad (Honningsvåg, 13 marzo 1956) è un ex calciatore norvegese, di ruolo difensore.

## Carriera

### Giocatore

#### Club
Dyrstad giocò per l'Honningsvåg, prima di trasferirsi all'Odd, dov'è rimasto dal 1977 al 1978, per poi vestire la maglia dello Skeid dal 1979 al 1980. Nel 1981 fu ingaggiato dal Lillestrøm, con cui vinse due campionati e altrettante Coppe di Norvegia. Nel 1990 si trasferì al Lyn Oslo, per cui debuttò il 15 maggio 1990, nella vittoria per 4-1 sul Fredrikstad. Nello stesso anno, il club centrò la promozione nella Tippeligaen. Si ritirò al termine del campionato 1991.

#### Allenatore
Dyrstad allenò il Lyn Oslo per 4 partite, nel 1993.